# Биоархеология
Биоархеология е дял на археологията. Терминът „биоархеология“ е въведен за първи път през 1972 г. от британския археолог Греъм Кларк, като раздел на археозоологията, при изследването на костите на животните от археологически обекти. През 1977 г. Джейн Буикстра определя биоархеологията в САЩ като научното проучване на човешки останки от археологически обекти, дисциплина, известна в други страни като остеоархеология или палеоостеология. В Англия и други страни от Европа терминът „биоархеология“ е заимстван за покриване на всички биологични останки от обекти.